# Catedral de Siena
La catedral de Siena (en italià: Duomo di Siena) és una església medieval de Siena (Itàlia), dedicada des dels seus primers temps com a església catòlica mariana, i ara dedicada a l'Assumpció de Maria.
Va ser la seu episcopal de la diòcesi de Siena, i a partir del segle XV la de l'arxidiòcesi de Siena. Actualment és la seu de l'arxidiòcesi de Siena-Colle di Val d'Elsa-Montalcino.
La catedral va ser dissenyada i acabada entre 1215 i 1263 en el lloc d'una estructura anterior. Té forma de creu llatina amb un transsepte sortint lleugerament, cúpula i campanar. La cúpula s'aixeca des d'una base hexagonal amb columnes de suport. La cúpula es va completar l'any 1264. La llanterna que hi ha al cim de la cúpula va ser afegida per Gian Lorenzo Bernini. El campanar té sis campanes, la més antiga va ser fosa l'any 1149. Hi ha trenta-cinc estàtues de profetes i patriarques agrupades al voltant de la verge. Els millors artistes italians d'aquella època van completar obres a la catedral: Nicola i Giovanni Pisano, Donatello, Pinturicchio, Lorenzo Ghiberti i Bernini.
Forma part del Centre històric de Siena, i com a tal està declarada Patrimoni de la Humanitat per la UNESCO.

## Història i aspecte exterior
La catedral va ser dissenyada sobre la base d'una estructura més antiga, i acabada entre el 1215 i el 1263 per Giovanni Pisano. Pertany, doncs, a la fase plena de l'estil gòtic. Presenta planta de creu llatina amb creuer, cúpula i un campanar, iniciat en estil romànic i acabat al segle xv. La base de la cúpula és octogonal i només es fa circular per sobre de les columnes de suport. La llanterna que la corona va ser afegida pel famós arquitecte barroc Gian Lorenzo Bernini.
La nau està separada dels dos passadissos per arcs de mig punt. L'exterior i l'interior estan construïts amb marbre blanc i negre verdós en franges alternes, amb l'addició de marbre vermell a la façana. El blanc i el negre són els colors simbòlics de Siena, etiològicament lligats als cavalls blancs i negres dels fundadors de la llegendària ciutat, Senius i Aschius.
Hi va haver plans per fer més gran l'església, que van ser iniciats el 1339. Es pretenia triplicar pràcticament l'espai catedralici, convertint allò ja edificat al creuer del nou temple. Tot i això, les obres van ser abandonades després dels estralls de la Pesta Negra el 1348. A l'exterior del temple, s'aprecia l'estructura general d'aquesta ampliació fallida.
La façana principal és una de les obres mestres del gòtic italià. Es tracta d'una façana-pantalla, en què el disseny geomètric (gablets triangulars inscrits en quadrats, circumferències perfectes d'òculs i arquivoltes) apareix emmascarat per una fastuosa decoració en què intervenen elements arquitectònics (pinacles i cresteries de disseny complicat), escultòrics i el toc de color que aporten els mosaics, de factura excel·lent. Cal destacar l'ús de figures geomètriques simples com a base del disseny arquitectònic, davant de la preferent verticalitat de les catedrals del gòtic francès.
Al frontó principal, de forma triangular, es pot veure una bella imatge de la Coronació de la Verge, envoltada d'un cor d'àngels. La Verge està asseguda al mateix tron de Crist, símbol de Maria com a mare, però també com a esposa, símbol de l'Església.

## Interior i obres d'art

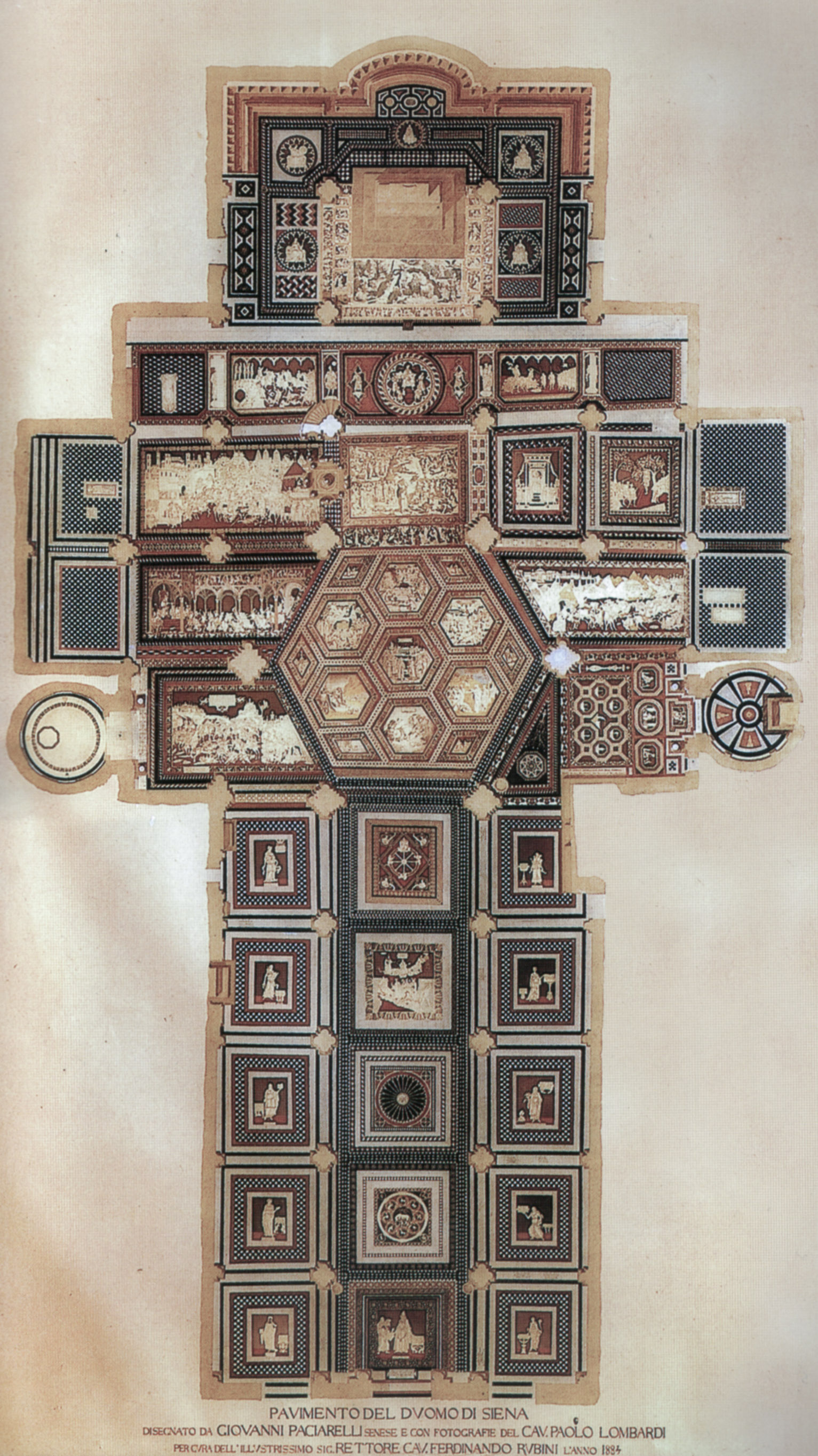
Giovanni Paciarelli, plànol de la planta de la catedral de Siena, 1884

A l'interior, crida l'atenció el ritme continu que imposen les bandes alternes de marbres blancs i foscos, així com la complexa tasca decorativa del paviment, en què es mostren diverses i variades escenes religioses i paganes amb multitud de figures i gran atenció al detall. Està realitzat mitjançant una singular tècnica que recorda el mosaic, l'opus sectile romà o la taracea, però que en sentit estricte no és cap d'aquestes tres coses. Va ser molt elogiat per Giorgio Vasari, i van intervenir en el seu disseny i confecció famosos artistes com Pinturicchio o Domenico Beccafumi. Una altra de les obres mestres que adornen la catedral és el famós púlpit, realitzat pels escultors Nicola Pisano i el seu fill Giovanni, peça clau de l'escultura del Gòtic tardà.
Distribuïdes per la catedral s'admiren moltes altres obres d'art, d'autors com Andrea Bregno, Donatello (sant Joan Baptista), Jacopo della Quercia o Baldassare Peruzzi, que va dissenyar l'altar major. Tot i així, potser les obres més excel·lents siguin dues escultures, un sant Pere i un sant Pau, obres juvenils de Miquel Àngel, que formen part de l'anomenat Altar Piccolomini, encarregat per membres d'aquesta poderosa família.
El Museu dell'Opera Metropolitana del Duomo, situat als espais que es van acabar de l'ampliació de la catedral, aplega altres obres artístiques importants. Entre elles, la supèrbia Maestà, obra mestra de l'Escola senesa, pintada per Duccio di Buoninsegna. Un altre espai de gran interès unit al temple catedralici és la Biblioteca Piccolomini, construïda pel papa Pius III per conservar els fons bibliogràfics i documentals del seu parent, el papa Pius II i decorada amb destacades pintures de Pinturicchio, Amico Aspertini i el jove Raffaello Sanzio, entre d'altres.

## Galeria d'imatges

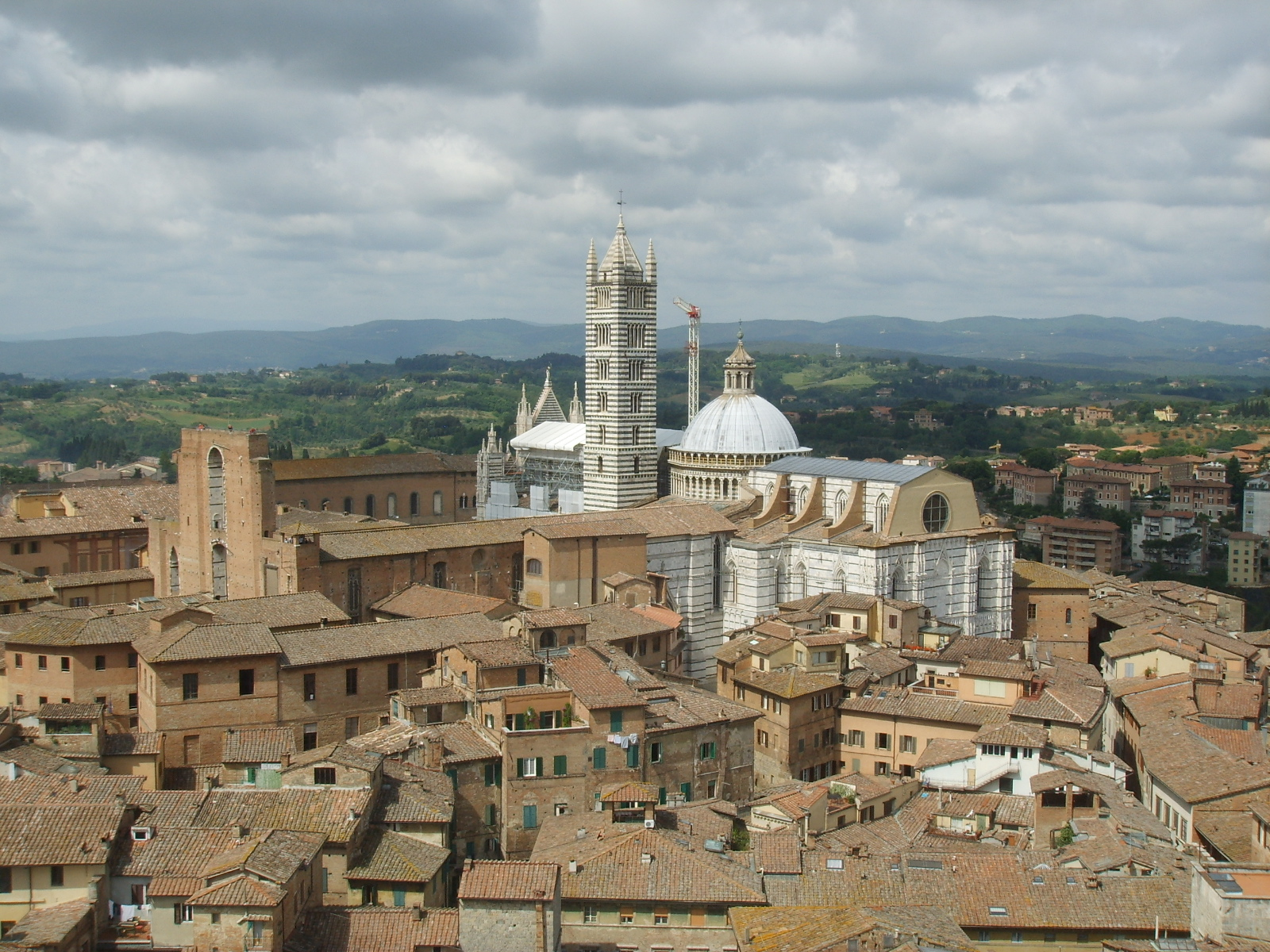
Vista aèrea de Siena i la catedral.
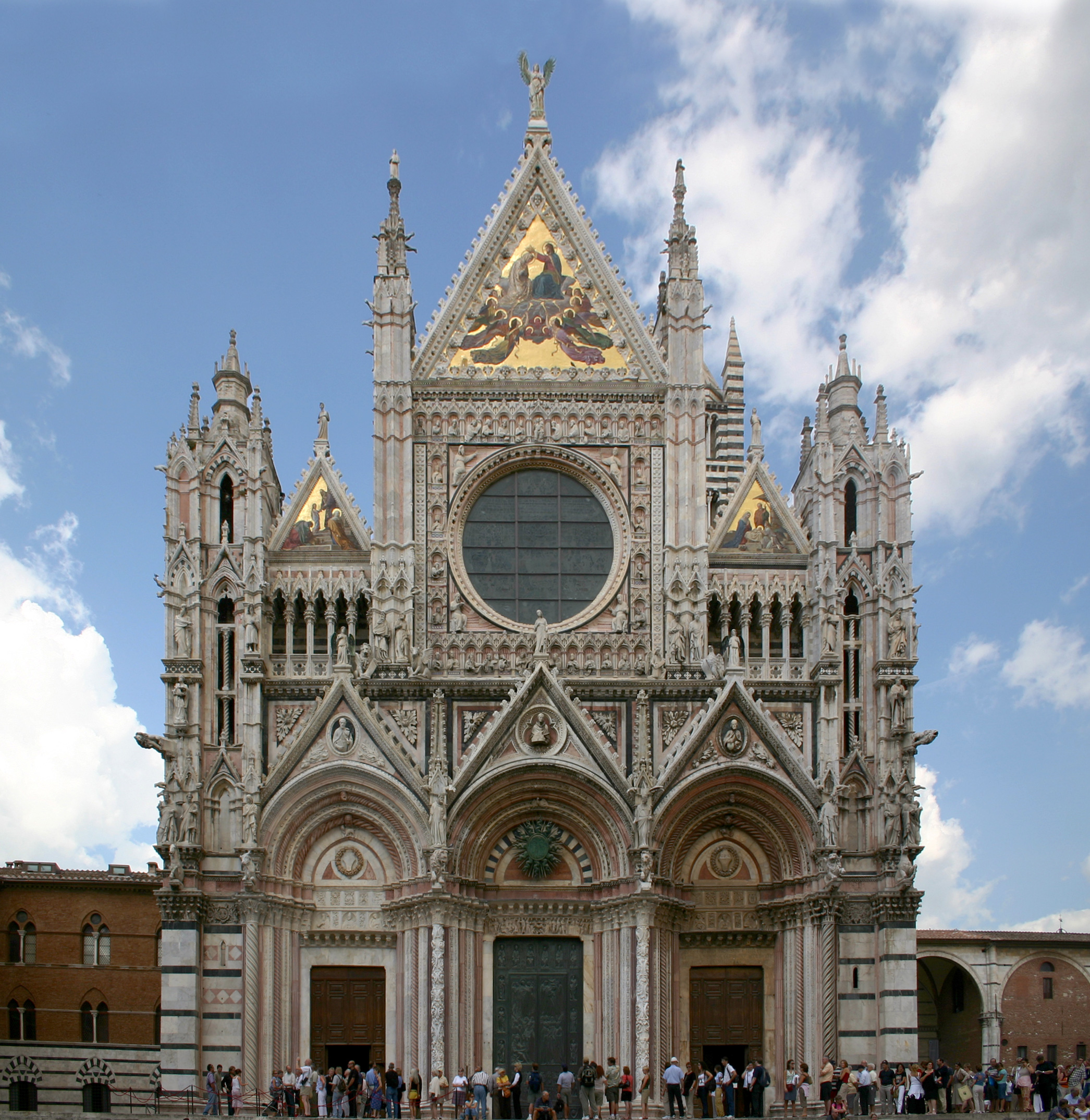
Façana principal.
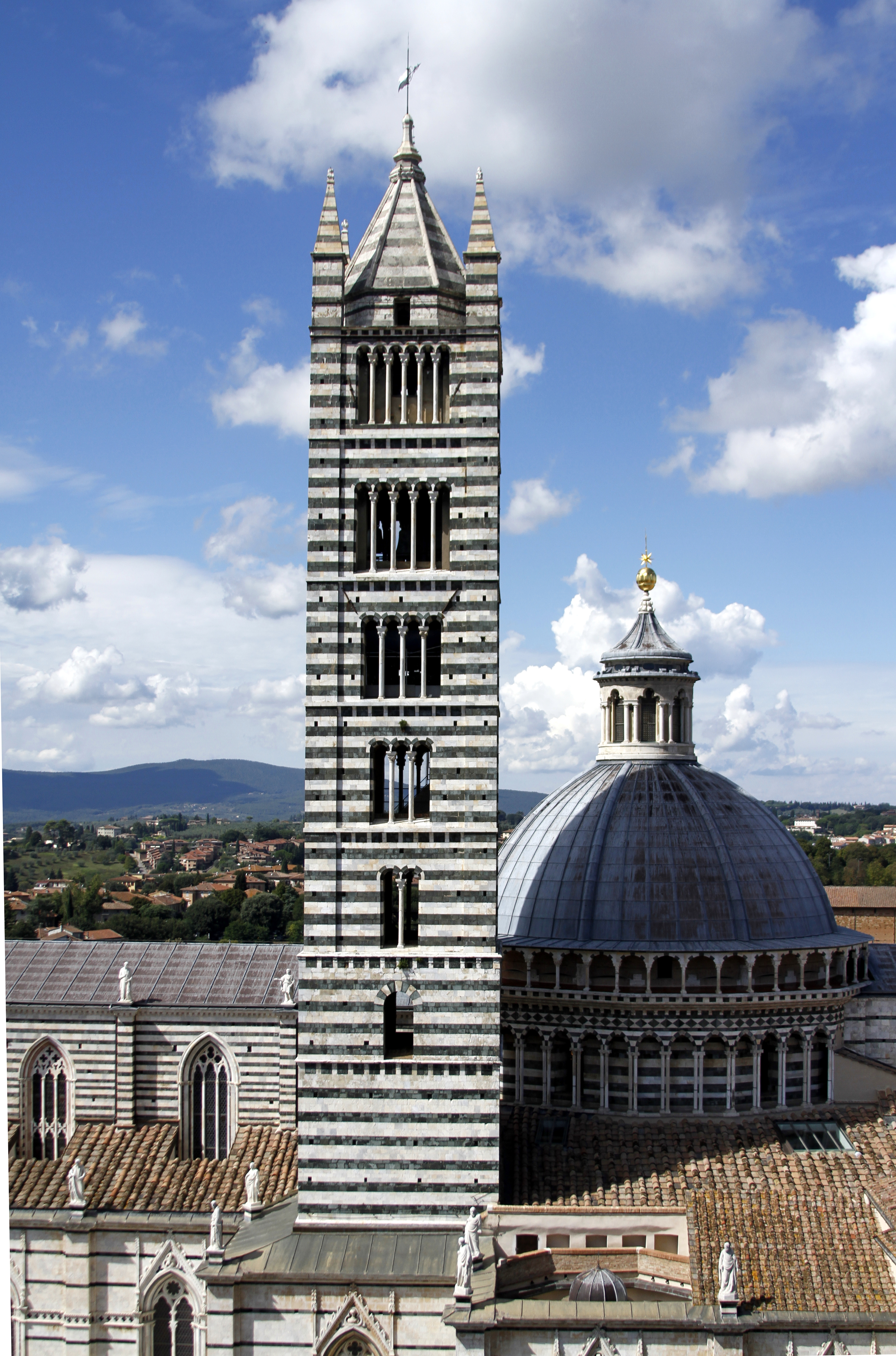
Torre catedralícia i cúpula.
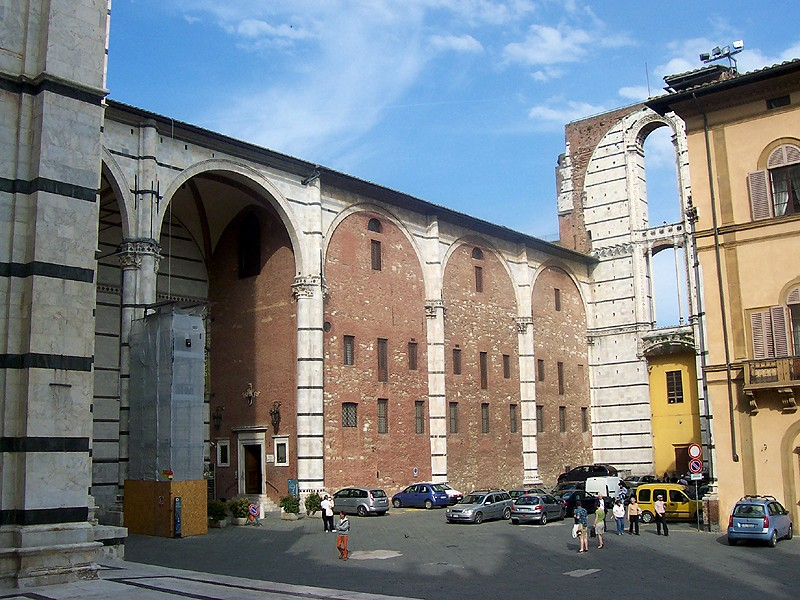
L'ampliació inacabada.
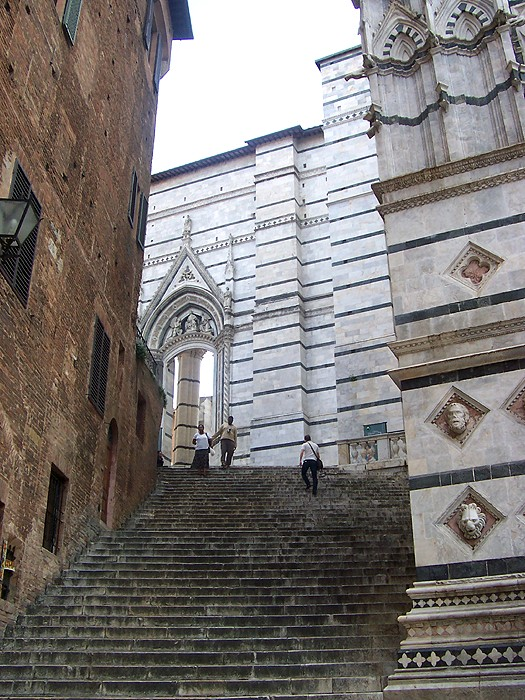
Accés lateral, amb portal gòtic.
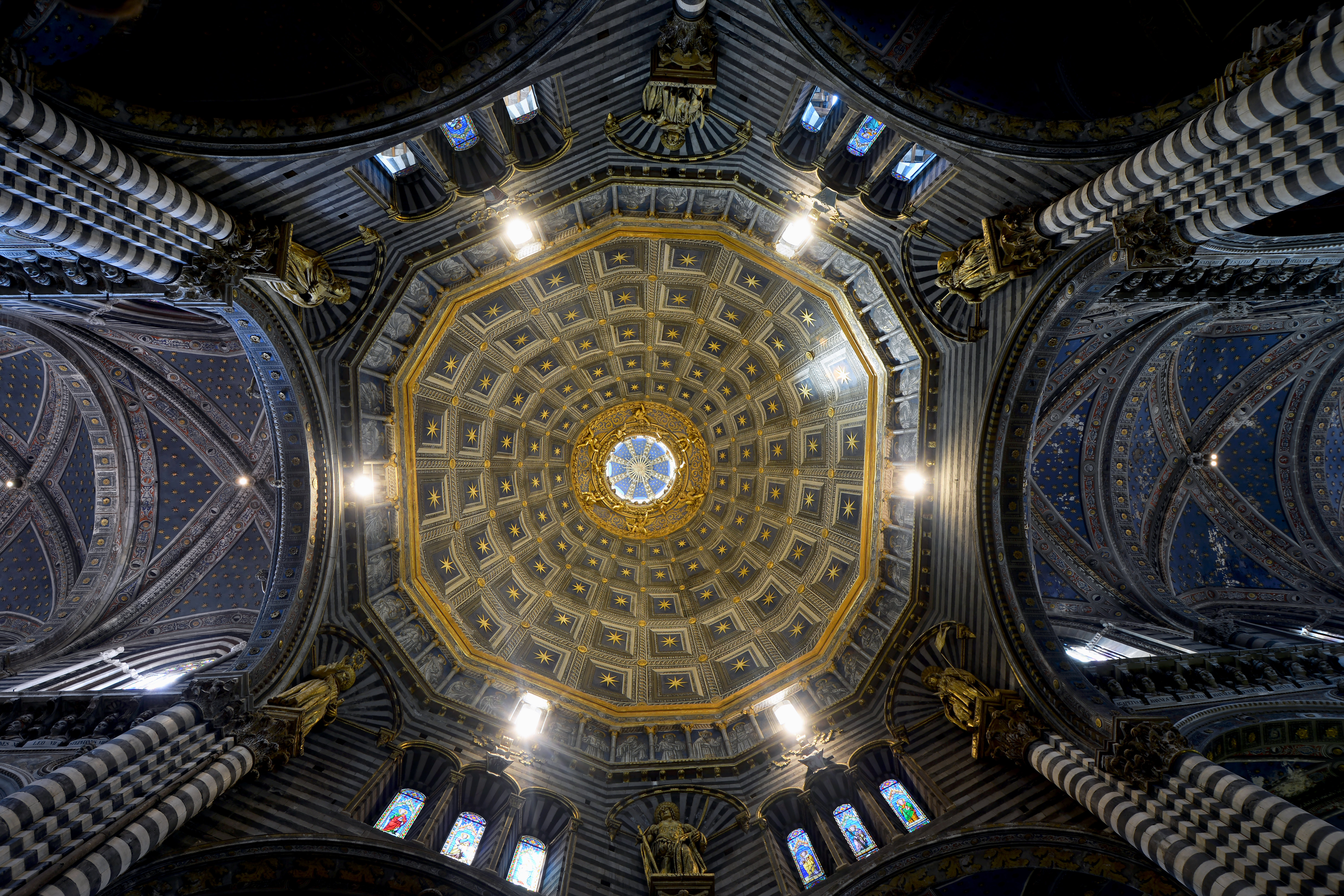
Vista interior des de la cúpula.
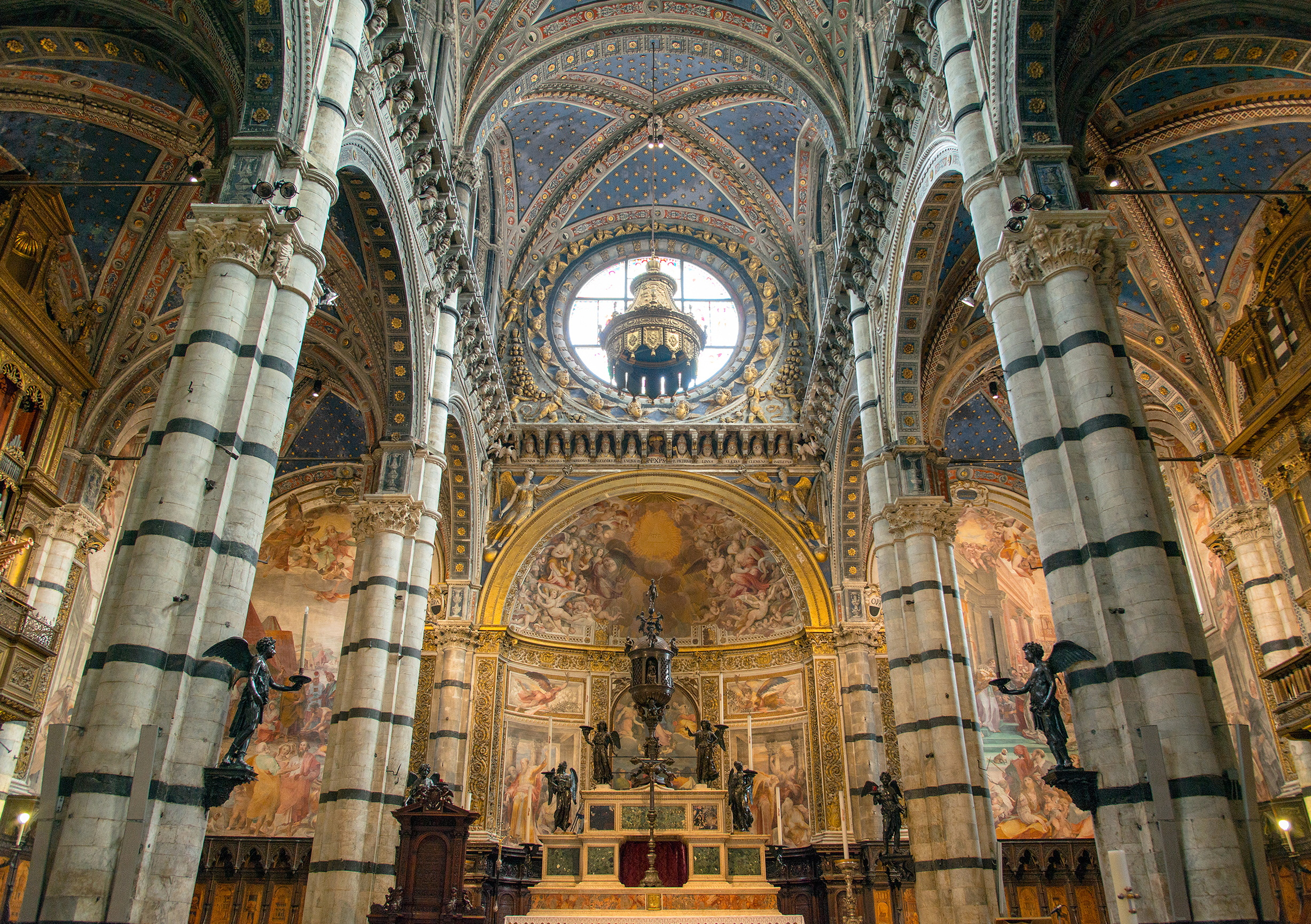
Interior cap a l'altar major del temple.
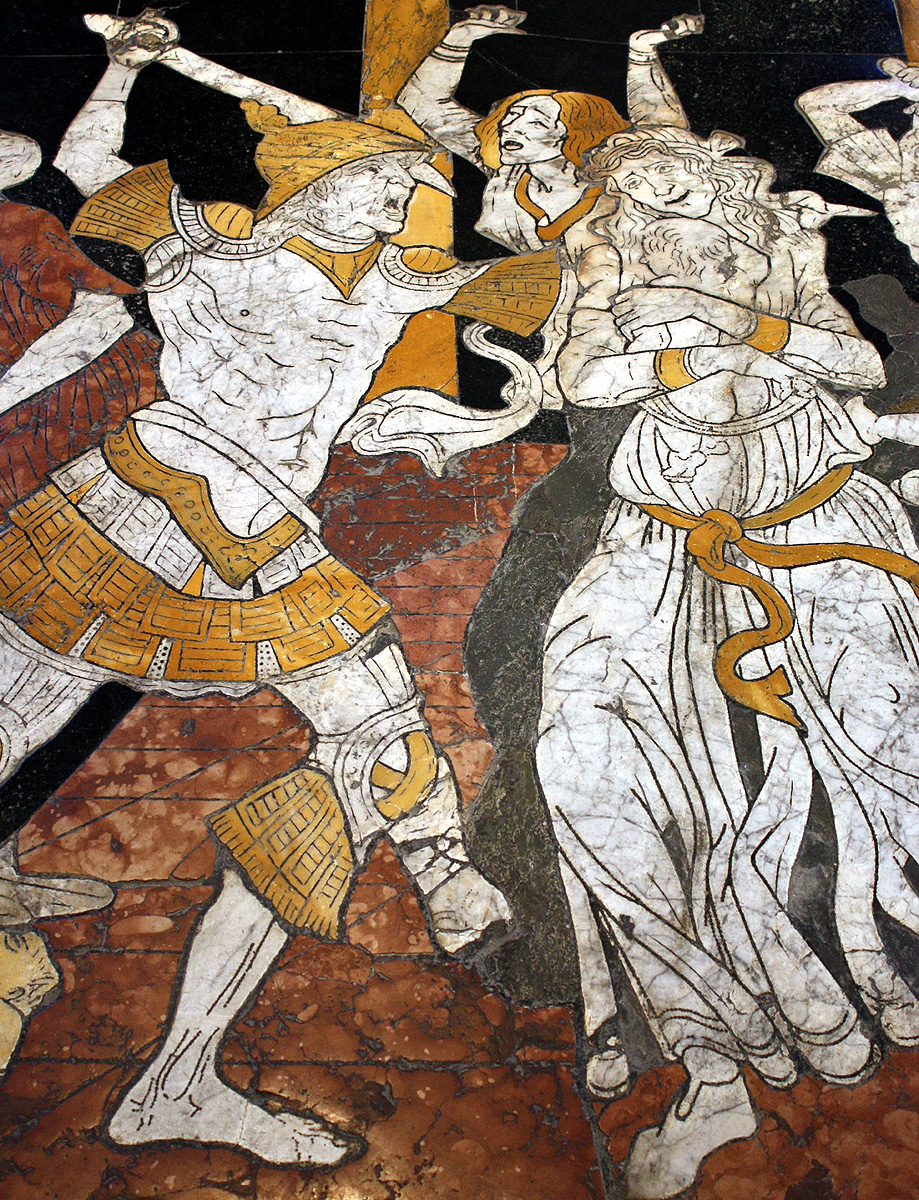
Detall del paviment, La matança dels innocents.
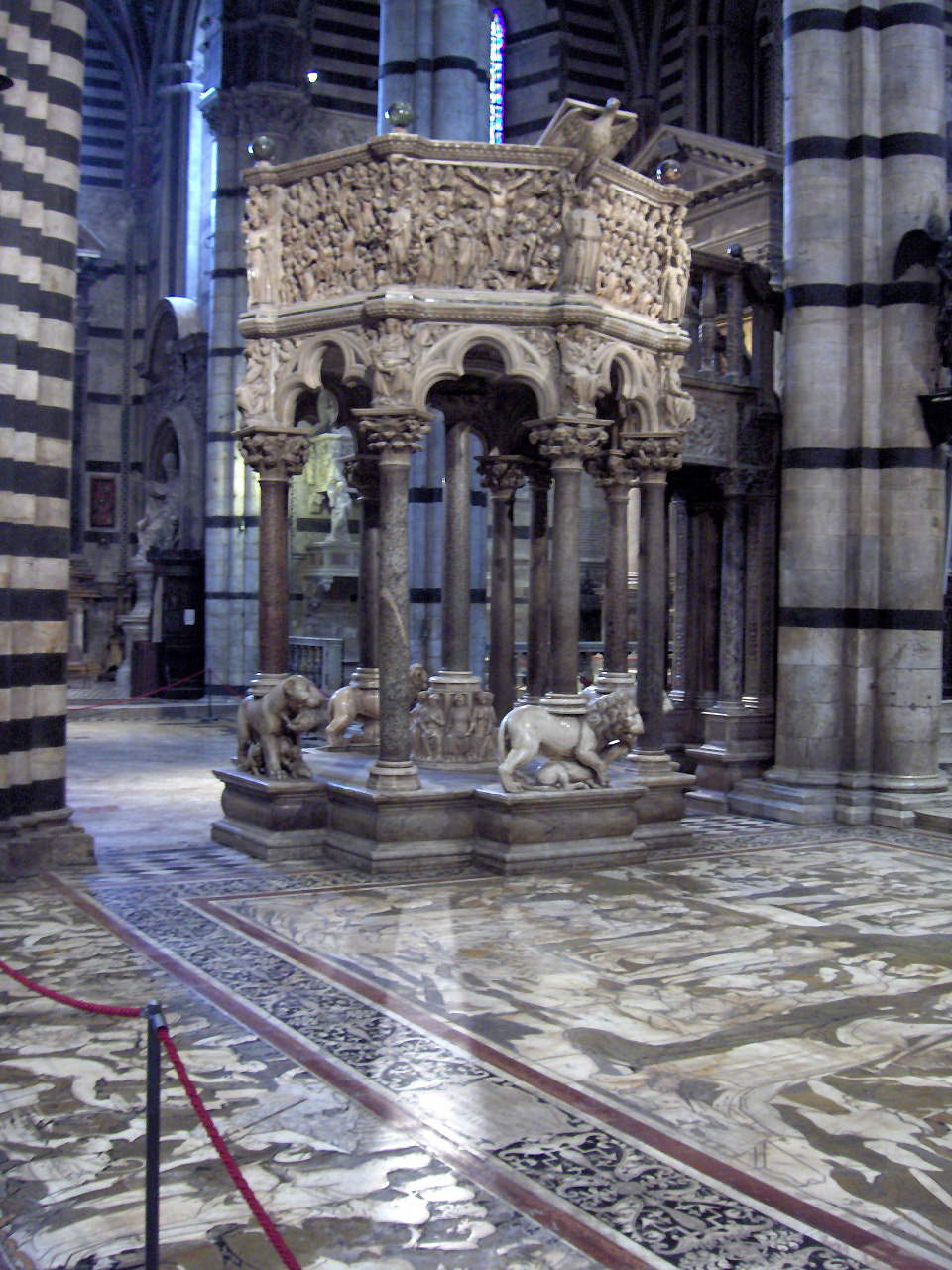
Púlpit, obra de Nicola i Giovanni Pisano.
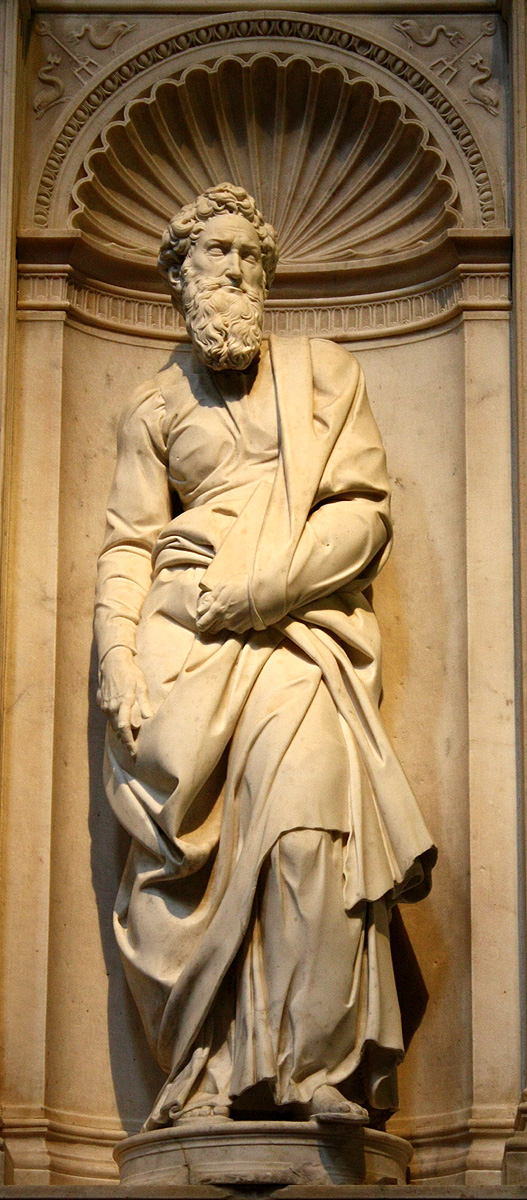
Sant Pau, obra de Michelangelo Buonarroti.